# Famille d'Harambure
La famille d'Harambure est une famille noble d'origine basque implantée en Basse-Navarre, avec certitude dès 1227. D’extraction chevaleresque, elle se fixe au XVIe siècle en Touraine à la suite d’Henri IV où elle prend de nombreux rôles administratifs et militaires. Éteinte en ligne masculine, son nom a été relevé par la famille de La Poëze en vertu d'une ordonnance du 17 septembre 1817.

## Histoire

### Origines
L'historien Don Martin de Viscay dans son livre Derecho de naturaleza (1621), cite une maison d'Harambure parmi les principales du royaume de Castille et de Navarre.
Elle a formé de nombreux rameaux. Plusieurs de ses branches éteintes depuis longtemps étaient autrefois établies provinces d'Alava et du Guipuzcoa (Navarre). En 1227, après la bataille de Las Navas de Tolosa de 1212 en Andalousie contre les Maures, une branche de la famille s'installe près de Saint-Jean-Pied-de-Port. Au XVIe siècle, une branche cadette passa de la Basse Navarre en France à la suite du roi Henri IV et s'établit d'abord en Berry puis en Touraine.
La famille d'Harambure connue en France est citée à maintes reprises dans le cadre de ses fonctions pour Saint-Jean-Pied-de-Port et en particulier en 1349 avec Jean, seigneur d'Harambure et Pierre d'Harambure qui promirent et jurèrent sur les saints Évangiles d'observer le traité de paix conclu par la médiation de Bernard d'Albret vicomte de Tartas entre Pierre d'Albret seigneur de Guissen et Arnaud Guillaume IV de Gramont,. Cette famille a été à l'origine de deux régiments d'Harambure. Le premier en 1624 sous les ordres de Jean d'Harambure dit « le Borgne », commandant de 2000 chevau-légers partagés en 3 régiments dont l'un portait son nom  et le second sous les ordres de son fils Jean d'Harambure, créé en 1638 pour être engagé en Lorraine et en Italie. La famille s'est éteinte en ligne masculine avec Louis François Alexandre d'Harambure (1742-1828).
À noter que la famille était connue sous son nom basque Aramburu, devenu Harambure lors de son installation en France. Par mesure de simplicité, ce nom est aussi maintenu pour les premières générations.

## Illustrations familiales
- Guillaume Arnalt d'Harambure est le 13 mars 1328 l'un des deux jurats de Saint-Jean-Pied-de-Port représentant la Basse-Navarre aux Cortes à Puenta La Reina[5].
- Jean d'Harambure et Pierre d'Harambure co-jurent le 28 juin 1348 la paix entre Pierre d'Albret et Arnaud de Gramont[6].
- Alfonso d'Harambure (1326-1403), jurat de Saint-Jean-Pied-de-Port et Notaire du roi  de Navarre[7]. Il est cité et présent dans un nombre considérable d'actes officiels.
- Jean d'Harambure (1383-1430) devient seigneur d'Elizéche après que l'infante Jeanne, fille du roi Charles III de Navarre et d'Éléonore de Castille jure que seuls les « regnicoles » peuvent  être désignés[8].
- Gratian d'Harambure (1500-1567), qui prête serment au roi de Navarre en 1523. Il commande les quatre galions de Guyenne en 1547 et en 1548. Il est présent à la confirmation des coutumes de Béarn par Henri d'Albret roi de Navarre. En 1553 il acquiert la seigneurie de Picassary pour Bertrand, son frère puîné[1].
- Bertrand d'Harambure (1500-1561), frère du précédent, capitaine et gouverneur de Mauléon et du pays de Soule en Gascogne, marié en 1550 avec Florence de Belzunce. Très attaché au service du roi Henri IV avec lequel il vient en France et qui l'honore de sa confiance[9]. Gouverneur du Fort du Hâ et de la Soule[1].
- Jean d'Harambure  (1553-1630), fils du précédent, appelé « Le Borgne » par Henri IV[1], écuyer, seigneur de Picassari, puis de Romefort, « Élevé dès sa jeunesse auprès d'Henri IV alors encore Henri III de Navarre dont il fut un des compagnons d'enfance, il s'attacha dès lors à la fortune de ce prince qu'il ne quitta plus depuis »[1]. Gentilhomme ordinaire de la Chambre du roi, capitaine d'une compagnie de cent chevau-légers, gouverneur de Vendôme puis gouverneur d'Aigues-Mortes. Marié en 1595 à Marie de Secondat de Montesquieu [9]. À la fin de sa vie il sert pour le compte du roi de France en Hollande, dans l'armée de Pierre-Ernest Ier de Mansfeld dont il commande la cavalerie[1]. Il est a l'origine du premier régiment d'Harambure.
- Jean d'Harambure (1599-1639), fils du précédent, écuyer seigneur de Romefort, gentilhomme ordinaire de la chambre du roi et grand giboyeur de la chambre de Sa Majesté. Gouverneur d'Aigues-Mortes sur la démission de son père en 1614, capitaine d'une compagnie de 120 hommes de pied français entretenue en Hollande en 1624 et capitaine de 90 chevau-légers en 1635. Il épouse en 1629 Marie Tallemant des Réaux, cousine germaine de l'écrivain Gédéon Tallemant des Réaux, sans postérité[10].
- Henri d'Harambure (1600-1669), frère du précédent, seigneur de Romefort et de la Boissière, écuyer de la petite écurie du roi, conseiller maître d'hôtel ordinaire du roi en 1638, grand giboyeur de la maison du roi en 1640. Il sert d'abord comme volontaire en Hollande, ensuite comme lieutenant de la compagnie de chevau-légers du comte de Roucy et de celle de Jean d'Harambure son frère aîné. Par la suite, le roi Louis XIII le chargea de constater la force de son armée d'Allemagne[1]. Marié en 1648 à Marguerite Hatte, il est à l'origine de tous les porteurs du nom actuels.
- Jean d'Harambure (1660-1703), fils du précédent, capitaine dans le régiment de la Couronne, commandant la noblesse de Touraine au ban de 1695. Marié à Élisabeth Piozet des Vignaux, il abjure la religion protestante en 1685[11].
- Paul d'Harambure (1683-1746), fils du précédent, page de la duchesse de Bourgogne en 1703 puis mousquetaire du roi. Il commande à La Rochelle le dernier ban de la noblesse de Touraine sous la minorité de Louis XV. Il épouse en 1715 Marie Anne de Moussy.
- Jean Samuel d'Harambure (1715-1802) fils du précédent, page de la reine en 1731, nommé cornette au régiment de Noailles cavalerie en 1735, capitaine au régiment de Bauffremont-dragons en 1743, gouverneur de la ville de Poitiers et chevalier de l'ordre royal et militaire de Saint Louis. Titré marquis de Harambure, sans postérité de son mariage avec Jeanne de Sorbier[1].
- Paul Bertrand d'Harambure (1721-1778), frère du précédent, prêtre licencié en théologie, vicaire général de Poitiers et aumônier de Mesdames de France, abbé de Saint-Just.
- Charles d'Harambure (1725-1785), frère des précédents, s'engage comme  volontaire aux Indes dès 1747 et participera aux conflits de Pondichéry[12].

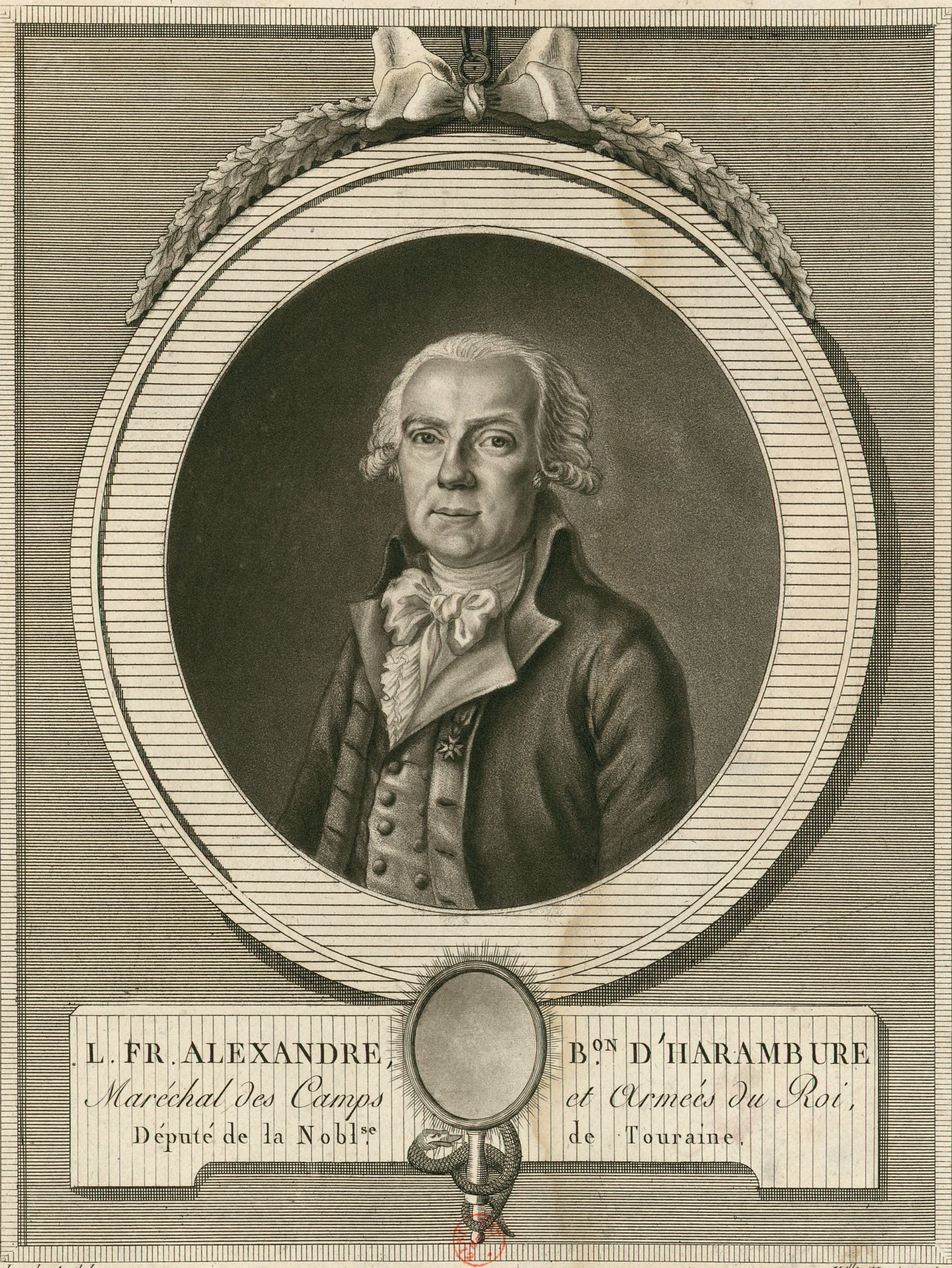
Louis-François-Alexandre d'Harambure, né en 1742 à Preuilly

- René Charles d'Harambure (1727-1784), frère des précédents, écuyer du roi et de Mesdames, cornette puis capitaine des dragons au régiment de Bauffremont, colonel des volontaires d'Austrasie, colonel en second de la légion de Lorraine (1761), chef de la légion de Flandre (1776), brigadier en 1770 et maréchal de camp (1780). Il fut en 1772 l'un des partenaires financiers d'une société destinée à financer les travaux de d'Auxiron sur les bateaux à vapeur[13].Louis-François-Alexandre d'Harambure, né en 1742 à Preuilly
- Louis-François-Alexandre d'Harambure (1742-1828), frère des précédents, baron d'Harambure, lieutenant-général des armées du roi en 1792, député de la noblesse de Tours aux États généraux de 1789, commandeur de l'Ordre de Saint-Louis en 1814, marié à Anne Bazin de Sainte-Honorine. Dernier mâle de sa famille, il obtint par ordonnance du 17 septembre 1817, que son gendre Louis René Ambroise de La Poëze, marié en 1817 à Louise Virginie d'Harambure, soit autorisé à ajouter d'Harambure à son nom[1]. Voir Famille de La Poeze.

## Armes
D'or à l'arbre de sinople, à l'ours de sable brochant, à la bordure de gueules chargée de huit flanchis d'or.
En 1899, le graveur vendéen Octave de Rochebrune (1824-1900) a représenté une "épée du marquis d'Harambure" (coll. pers.) dans l'avant-dernière de ses 492 eaux-fortes.

## Propriétés
- Aramburua, maison noble de Lantabat donnant siège au parlement de Navare. Aramburu.
- Château de Romefort au bord de la Creuse (Indre).
- Hôtel d'Harambure, 26 rue du Cygne à Preuilly-sur-Claise alors encore bastion protestant.
- Château de Grange devenu depuis Harambure et manoir de Petit Grange à Yzeures-sur-Creuse (Indre-et-Loire).
- Château de La Roche Amenon à Buxeuil aux bords de la Creuse.
- Château de Targé, près de Châtellerault.

## Alliances
Les principales alliances de cette famille sont : d'Elicéiry, de Belsunce, de Récline, de La Chétardie, de Mesplées, de Secondat de Montesquieu, Tallemant des Réaux, de Chasteignier, Hatte, Piozet des Vignaux, de Moussy, de Sorbier, Bazin de Sainte-Honorine, de Mégissier, de Saint Pol, de Villelume, de La Lande, de La Poëze (1817).